# Pál Maléter
Pál Maléter, né le 4 septembre 1917 à Prešov et mort exécuté le 16 juin 1958 à Budapest, est un militaire hongrois.

## Biographie
Officier de l'Armée royale hongroise durant l'opération Barbarossa, il rejoint les partisans et adhère au communisme après sa capture en 1942. Son combat aux côtés des partisans lui fait obtenir une distinction soviétique. 
Devenu colonel, Maléter est notamment le responsable militaire lors de l'insurrection de Budapest en 1956. Il refuse de tirer sur la foule comme il lui avait été ordonné et rejoint avec ses hommes les insurgés. 
Il est nommé ministre de la Défense par le gouvernement provisoire d'Imre Nagy. Le 3 novembre 1956, il se rend près de Budapest pour négocier avec les forces militaires soviétiques qui y sont basées. Au cours des discussions du lendemain, et contre le droit international, des officiers soviétiques arrêtèrent Maléter lors de la conférence et l'emprisonnèrent.
Il est pendu dix-huit mois plus tard, le même jour qu'Imre Nagy, à la suite d'un procès factice et secret, durant lequel il refuse de reconnaitre les crimes qui lui sont imputés. Le 16 juin 1989, il est solennellement réinhumé en même temps que Nagy.